# Azorian

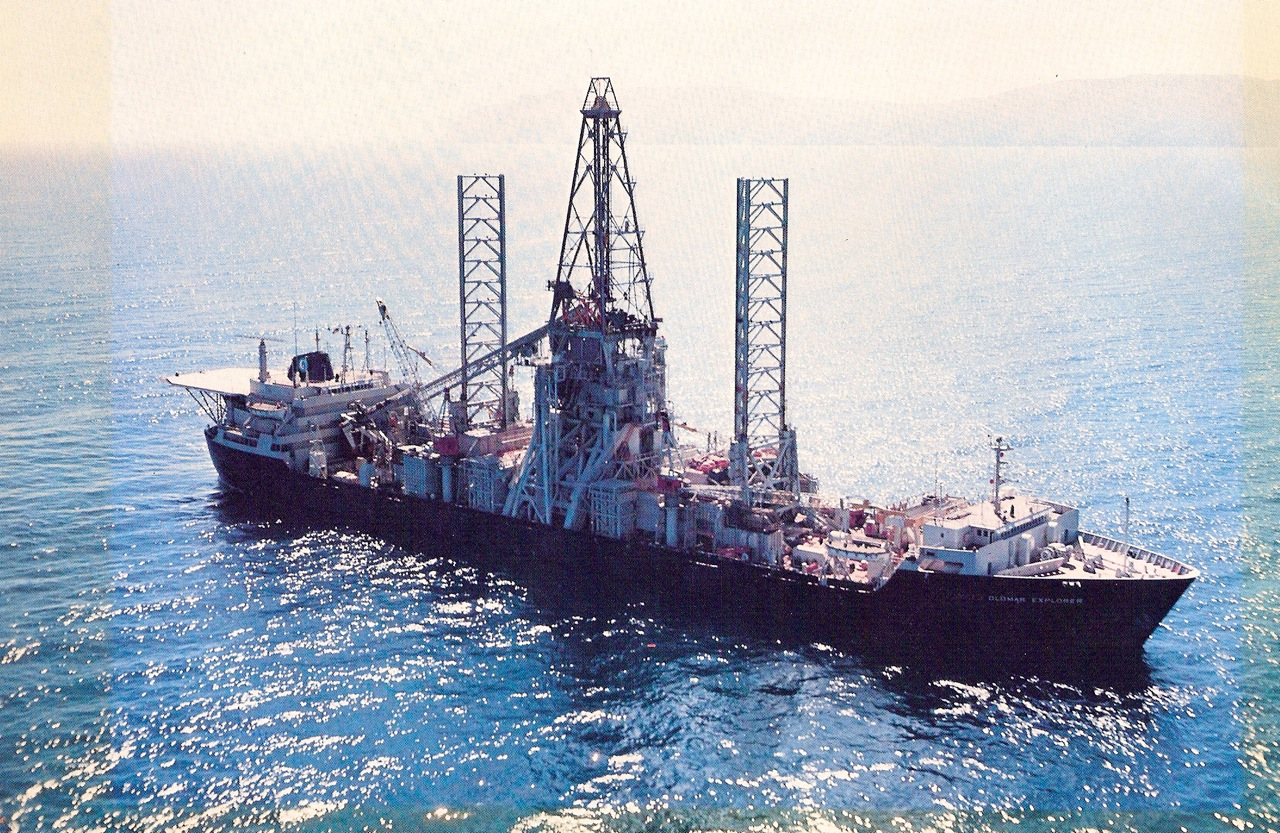
USNS Glomar Explorer

Azorian – kryptonim fazy przygotowawczej wspólnej misji CIA i US Navy, mającej na celu podniesienie z dna oceanu części zatopionego radzieckiego okrętu podwodnego K-129 typu Golf II w 1974 roku.
CIA uzyskała pomoc od przemysłowca - miliardera Howarda Hughesa, którego przedsiębiorstwo Hughes’s Summa Corporation zaprojektowało i zbudowało za 350 000 000 dolarów specjalnie dla misji statek "Glomar Explorer". W dniu 4 listopada 1972 pomyślnie zbudowany "Glomar Explorer" wypłynął.
Projekt ten był mylnie nazywany "projektem Jennifer". W rzeczywistości jednak była to nazwa zespołu pracującego nad Glomar Explorerem.